# GJ 3233
GJ 3233 is een gele dwerg met een spectraalklasse van G5 in het sterrenbeeld Perseus. De ster met schijnbare magnitude 7,27 bevindt zich 221 lichtjaar van de zon.